# Џеноа Сити (Висконсин)
Џеноа Сити (енгл. Genoa City) град је у америчкој савезној држави Висконсин.

## Демографија
По попису из 2010. године број становника је 3.042, што је 1.093 (56,1%) становника више него 2000. године.
| Група             | 2000.         | 2010.         |
| Белци             | 1.848 (94,8%) | 2.769 (91,0%) |
| Афроамериканци    | 3 (0,2%)      | 20 (0,7%)     |
| Азијати           | 10 (0,5%)     | 12 (0,4%)     |
| Хиспаноамериканци | 63 (3,2%)     | 199 (6,5%)    |
| Укупно            | 1.949         | 3.042         |